# Blauwvleugelpitta
De blauwvleugelpitta (Pitta moluccensis) is een vogelsoort uit de familie van pitta's (Pittidae).

## Kenmerken

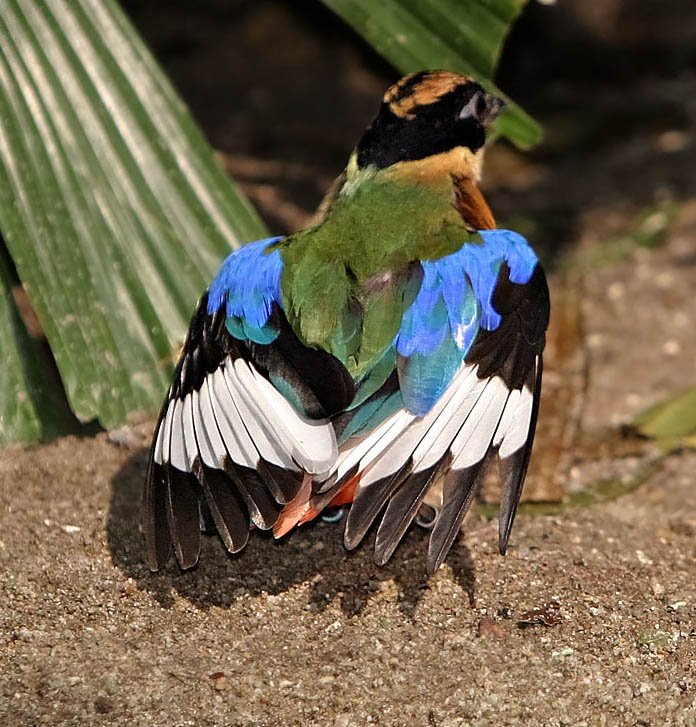
Zonnebadende blauwvleugelpitta

De blauwvleugelpitta is 18,0 tot 20,5 cm lang; hij heeft een zwarte kop met een geelbruine wenkbrauwstreep, witte kin en okerkleurige borst en buik, waarbij de buik onderop een rodige kleur krijgt. De snavel is zwart, ogen zijn bruin en de poten bleekroze. De blauwvleugelpitta lijkt erg op de mangrovepitta die een langere snavel heeft.

## Leefwijze
Net als andere pitta's is het een uitgesproken bodembewoner. De blauwvleugelpitta is echter eerder tot vliegen geneigd dan de andere soorten. Zijn voedsel vindt hij op de bosbodem en bestaat uit ongewervelde dieren zoals spinnen, insecten (grote kevers en hoornaars). Zelfs garnalen zijn weleens in een maag aangetroffen.

## Verspreiding en leefgebied
De blauwvleugelpitta broedt van noordoostelijk Myanmar en zuidelijk Yunnan tot Vietnam en noordelijk Malakka (incl. Langkawi). Na de broedtijd trekt deze vogel naar zuidelijk Malakka, Sumatra en Borneo. In Australië wordt deze vogel soms als dwaalgast aangetroffen. Smythies vermeldt dat er weleens een zwerm blauwvleugelpitta's is geland op een boot voor de kust van Sarawak. De blauwvleugelpitta is een vogel van laaglandregenbos, gebieden met struikgewas en mangroves, soms ook traditioneel bewerkte groentetuinen (op Borneo) tot op een hoogte van 600 m boven de zeespiegel.

## Status
De grootte van de populatie is niet gekwantificeerd, maar er is geen aanleiding te veronderstellen dat de soort bedreigd wordt in zijn voortbestaan, daarom staat de blauwvleugelpitta als niet bedreigd op de Rode Lijst van de IUCN.